# Sebastian Graser
Sebastian Graser (* 8. Dezember 1996 in Oberndorf, Salzburg) ist ein österreichischer Skirennläufer und Fallschirmspringer. Er ist weitgehend auf die Disziplinen Para-Ski und Fallschirm-Zielspringen spezialisiert, in denen er zahlreiche Wettbewerbe gewinnen konnte.

## Karriere
Graser startete seine Karriere als Fallschirmsportler 2012, im Alter von 15 Jahren, beim Heeressportverein Wals. Davor war er schon jahrelang als Skirennläufer in den Jugendklassen erfolgreich. In seiner dritten Para-Ski Saison 2014 konnte er den ersten Juniorenweltmeistertitel gewinnen. Es folgten zwei weitere Juniorenweltmeistertitel in den Saisonen 2015 und 2017. Bei der im März 2017 stattgefundenen Para-Ski Weltmeisterschaft in St. Johann stand er zum ersten Mal in der allgemeinen Wertung der Herren als Vizeweltmeister auf dem Podest.
In seiner zweiten Disziplin, dem Fallschirm-Zielspringen, konnte er 2016 in Chicago den Juniorenweltmeistertitel gewinnen.
Seit seinem Grundwehrdienst beim Österreichischen Bundesheer ist Graser Heeresleistungssportler des Heeressportzentrums. Er trägt derzeit den Dienstgrad Zugsführer.

## Erfolge
- Para-Ski Juniorenweltmeister 2014[1]
- Para-Ski Juniorenweltmeister 2015[2]
- Fallschirm-Zielsprung Juniorenweltmeister 2016[3]
- Para-Ski Juniorenweltmeister 2017[4]
- CISM Fallschirm-Zielsprung Weltmeister 2022[5]